# 21404 Atluri
21404 Atluri è un asteroide della fascia principale. Scoperto nel 1998, presenta un'orbita caratterizzata da un semiasse maggiore pari a 2,1704724 UA e da un'eccentricità di 0,1223449, inclinata di 4,87410° rispetto all'eclittica.